# Rodolfo Carter
Rodolfo Rafael Carter Fernández (Valparaíso, 6 de junio de 1971) es un abogado y político chileno, exmilitante de la Unión Demócrata Independiente. Entre 2011 y 2024 se desempeñó como alcalde de la comuna de La Florida, en Santiago. Se le ha definido como populista y de derecha política.

## Biografía y vida personal
Es hijo de Jorge Carter Caneo y de Gloria Fernández Cruz. Tiene un hermano menor, el diputado Álvaro Carter.
En 1977 su familia se trasladó a La Florida en busca de mejores oportunidades de vida. Estudió en el Liceo Salesiano de Macul y posteriormente ingresó a la carrera de derecho en la Pontificia Universidad Católica de Chile, donde se tituló como abogado en 1998. Su padre falleció en su último año de carrera.
Ha manifestado interés por la literatura, la historia y las humanidades. Es católico practicante, y tiene dos hijos adoptivos: María Ignacia y Felipe, en un hogar monoparental.
Mantiene un discurso del conservadurismo liberal, con matices que marcan distancia de los socialconservadores tradicionales chilenos, como el uso de la cannabis medicinal; y pese a mostrarse a favor del aborto en tres causales, se ha manifestado públicamente en contra del aborto libre.

## Carrera política
Sus primeros acercamientos a la política los tuvo durante su paso por la educación media, instancia en la que llegó a ser presidente del Centro de Alumnos en la década de 1980.
En 1997 participó en la campaña parlamentaria de Rodrigo Álvarez, y tras la elección de este último trabajó como asesor legislativo. En ese lapso viajó a Punta Arenas por tres meses, donde se desempeñó en distintas universidades como profesor de derecho comercial.
Así ingresó a la Unión Demócrata Independiente (UDI), que lo postuló como concejal de La Florida en las elecciones municipales de 2000, siendo elegido por tres periodos consecutivos. En 2011, tras la renuncia del alcalde de La Florida Jorge Gajardo, asumió ese cargo de manera interina, y en las elecciones municipales de 2012 fue ratificado en el sillón municipal derrotando al exedil Gonzalo Duarte.
En 2014 renunció a su militancia en la UDI, aduciendo diferencias con la dirección del partido. Pese a esto, fue confirmado como candidato a la reelección apoyado por el pacto Chile Vamos. En elecciones municipales de octubre de 2016 fue reelegido con el 67,8 % de los votos, siendo uno de los alcaldes más votados de la derecha.

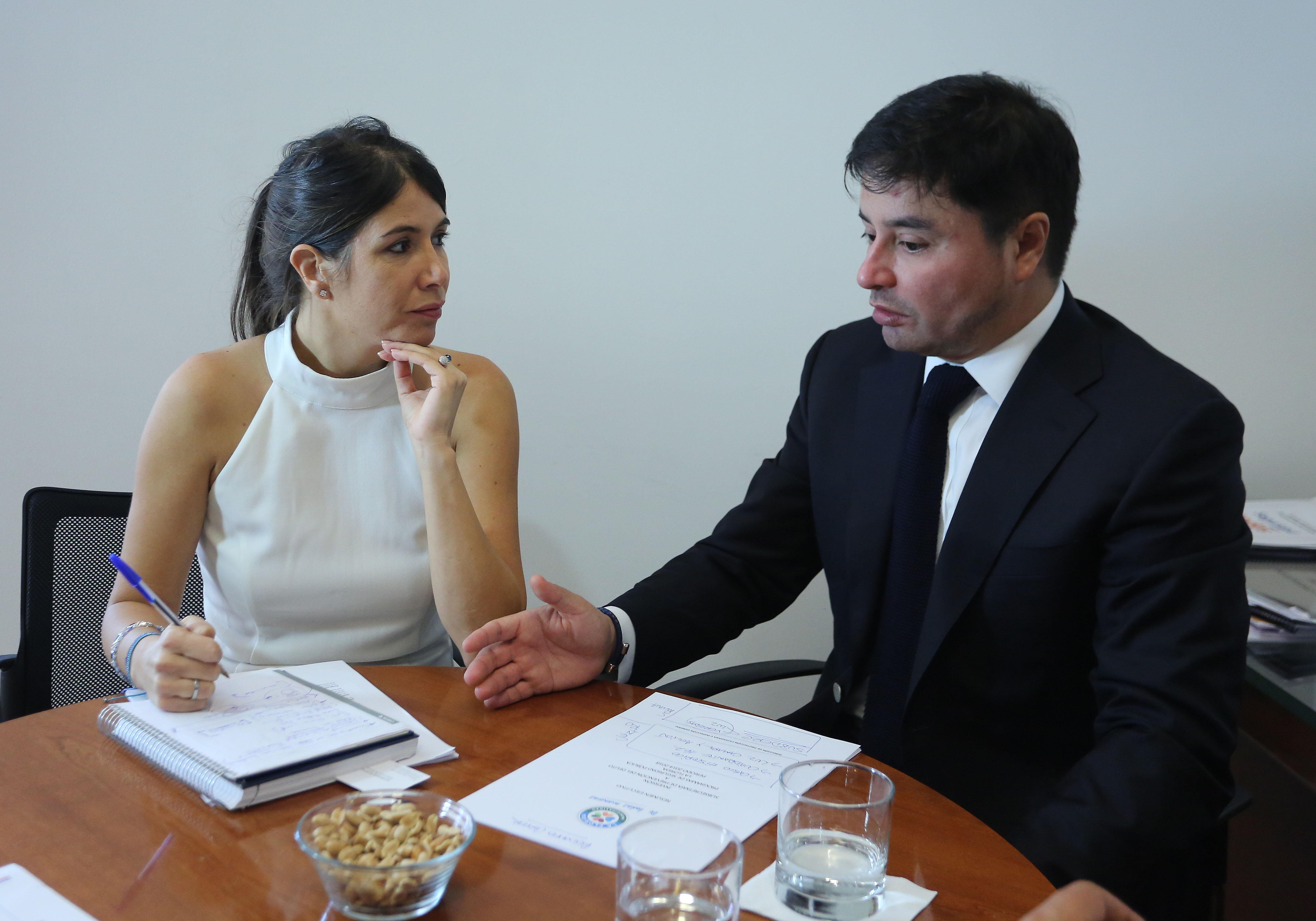
Carter en una reunión junto a la subsecretaria de Prevención del Delito Katherine Martorell en 2018.

Ha destacado por, entre otras cosas, su labor con la marihuana medicinal en conjunto con Fundación Daya, convirtiendo a La Florida en sede del cultivo de marihuana más grande de Latinoamérica, y favoreciendo así a más de diez mil pacientes que padecen diversas enfermedades.
Siguiendo con su línea de salud, estrenó en 2018 el proyecto Médico a Domicilio, un servicio ambulante de atención médica gratuita a la población de La Florida, pionera de este tipo en Chile. También, ha impulsado diversas medidas de prevención contra el VIH, como exámenes masivos a personas de todas las edades.
Adicionalmente, ha destacado por su labor en función de los adultos mayores, generando beneficios de hasta el 99 % en rebajas de servicios a esta población de la comuna.
Hasta 2023 se ha convertido en uno de los alcaldes con influencia a nivel nacional, encabezando la quinta comuna con más población de Chile. Pese a su desvinculación con la UDI en 2015, sigue siendo una de las figuras más relevantes de ese partido. En 2018, la presidenta de la Unión Demócrata Independiente, Jacqueline Van Rysselberghe, lo describió como uno de los militantes más importantes que han renunciado, y en ese mismo año, manifestó su intención de nombrarlo presidente de una nueva división de alcaldes propuesta que el edil rechazó.
En junio de 2025, se sumó a la campaña de José Antonio Kast, líder del Partido Republicano que se presenta por tercera vez como candidato a la presidencia de la República de Chile en las elecciones de 2025. En agosto de 2025, Carter fue anunciado como candidato independiente con apoyo del Partido Republicano al Senado por la Región de la Araucanía. 

### Médico a domicilio
En junio de 2018, estrenó el proyecto municipal «Médico a Domicilio» para habitantes de la comuna, cuyo equipo se conformó por más de 70 profesionales y ha atendido a más de 25 mil floridanos. El servicio no tiene costo para quienes estuvieran inscritos en el Fondo Nacional de Salud (Fonasa), y en el caso de quienes pertenecen a algún plan de Isapre (instituciones privadas), el cobro es de 20 mil pesos chilenos (alrededor de 32 dólares). El programa ha estado dirigido a pacientes de todas las edades y funciona a toda hora.
El programa inició como una medida para evitar el colapso de los centros de salud en invierno, sin embargo se extendió durante todo el año.

### Cannabis medicinal
Rodolfo Carter ha promovido el patrocinio del municipio a distintas iniciativas relativas a la marihuana medicinal. En 2016, auspició junto a Fundación Daya y Knop Laboratorios, el primer estudio clínico con cannabis en América Latina. Con la asesoría de Fundación Daya, inició en 2016 un proyecto basado en el uso de marihuana con fines terapéuticos, para pacientes oncológicos de La Florida. Autorizado por el Servicio Agrícola y Ganadero (SAG) y al margen de la Ley 20 000, pudo cultivarse un terreno municipal con 850 plantas. Esta iniciativa tuvo lugar en pleno debate internacional por la legalización de la marihuana, marcando un hito, ya que en Chile está penalizado su cultivo y su consumo. Ha sido la primera plantación de marihuana oficialmente autorizada en el continente americano para estos usos.
De las 400 matas cosechadas de las que se extrajeron 160 kg de aceite de cannabis. Esta producción se puso a disposición de 200 enfermos de cáncer, de forma gratuita, con el objetivo de ayudarles a paliar los efectos secundarios de la quimioterapia. De esta forma, los habitantes de La Florida pudieron ser parte de los beneficiarios del estudio, junto a los pacientes de la fundación.

### Campañas de prevención sexual
En 2014, el edil instaló un preservativo de 12 metros de alto en el paradero 14 de Vicuña Mackenna con Américo Vespucio, el punto más confluido de la comuna. De esta forma estrenó la campaña «Atina», la cual estuvo enfocada en la prevención de contagio de VIH y otras enfermedades sexuales, además del embarazo precoz. La iniciativa estuvo dirigida a 5600 alumnos de colegios municipales de entre séptimo básico y cuarto medio, y se basó en los argumentos de la poca educación sexual en jóvenes y la desigualdad que potencia la maternidad adolescente. Además, organizó charlas destinadas a colegios vulnerables para educar en esta materia, realizando así una de las campañas municipales más completas.
Lo gráfico del condón gigante, generó reacciones en los medios y controversia entre los sectores más conservadores, incluyendo el partido político de Carter, la Unión Democráta Independiente (UDI). 
Tres años después, se reconocería la urgencia de educar sobre prevención sexual tras los altos alzas de contagio de VIH en Chile. A raíz de esto, Rodolfo repetía la campaña en 2018, esta vez con un preservativo de color naranja de 13 metros en el mismo punto de la comuna. Además, entregó preservativos y tests de VIH a alumnos de tercero y cuarto medio de colegios vulnerables.

### Renuncia a la UDI
Por su trabajo con cannabis medicinal, apoyo a diversidades sexuales, campañas de prevención sexual, entre otras cosas, Rodolfo Carter comenzó a incomodar dentro de su partido. En 2014, tras varios intentos de cambiar la postura conservadora de la UDI en estos temas, el político comenzó a alejarse, hasta hacer oficial su renuncia en 2015. Días posteriores, acusó al partido de «arrinconarse» y ser «tibio» en los casos de colusión que ese año estaban saliendo a la luz en Chile, sumado a los pensamientos conservadores y poco flexibles ante ciertos debates, y manifestó a un medio de comunicación: 

En la UDI hay una dinastía que se repiten los apellidos, se asignan los cargos por conocidos, y eso es fatal. Es el temor a la competencia. Es el esquema de desigualdad y clasismos que tiene la sociedad chilena completa, y la UDI no escapa a ello (...) Hay un gran trabajo que hacer en ese aspecto porque si son un partido de derecha que defiende el mérito, el esfuerzo personal tiene que darse oportunidad a la gente por esfuerzo, talento, no tenerle miedo a los cambios, no se pueden asignar los cupos por apellido o porque salgan en la televisión.

El presidente del partido en ese entonces, Hernán Larraín, lamentó su salida y declaró a un medio:

Nuestros militantes comparten que nos hemos alejado un poco de la gente, que el partido se aburguesó, pero es lo que estamos corrigiendo. Es por eso que yo lamento que personas como Rodolfo Carter se marginen de este proceso porque nos ayudan más desde adentro que de afuera.

### Suspensión por manejo administrativo irregular
El 27 de marzo de 2019, el Tribunal Calificador de Elecciones de Chile suspendió por un mes al alcalde Carter por considerar que existió en el municipio una «situación irregular de manejo administrativo, con una serie de acciones u omisiones que deben ser consideradas infracciones».

### Caso casas narcos
Se ha generado un gran revuelo, dado  que el alcalde ha entablado una guerra mediática hacia los narcos, poniendo énfasis en una campaña orientada la demolición de ampliaciones irregulares en viviendas pertenecientes a grupos narco.
La izquierda argumenta que esto no ataca a la delincuencia dado que sólo elimina una ampliación irregular, no hay pérdida económica al narco y sólo deja la vivienda regularizada.   Además, el tema de que los procesos aún estén en investigación, puede acarrear futuras demandas a la municipalidad, por ser erróneamente atacadas, a pesar de que existen evidencias claras de lavado de activos.

## Historial electoral

### Elecciones municipales de 2000
- Elecciones municipales de 2000, La Florida

(Se consideran solo candidatos electos como concejales, de un total de 21 candidatos)
| Candidato                | Pacto                                      | Partido | Votos  | %      | Resultado |
| ------------------------ | ------------------------------------------ | ------- | ------ | ------ | --------- |
| Pablo Zalaquett Said     | Alianza por Chile                          | UDI     | 59 508 | 42,65% | Alcalde   |
| Rodolfo Carter Fernández | Alianza por Chile                          | UDI     | 519    | 0,37%  | Concejal  |
| Guido Benavides Araneda  | Alianza por Chile                          | RN      | 828    | 0,59%  | Concejal  |
| Cecilia Pérez Jara       | Alianza por Chile                          | RN      | 767    | 0,55%  | Concejal  |
| Antonio Vásquez Droguett | Alianza por Chile                          | RN      | 1007   | 0,72%  | Concejal  |
| Gonzalo Duarte Leiva     | Concertación de Partidos por la Democracia | PDC     | 51 629 | 37,00% | Concejal  |
| Marco Espinoza Cartagena | Concertación de Partidos por la Democracia | PDC     | 2288   | 1,64%  | Concejal  |
| Eduardo Brandau López    | Concertación de Partidos por la Democracia | PDC     | 854    | 0,61%  | Concejal  |
| Orlando Vidal Duarte     | Concertación de Partidos por la Democracia | PS      | 6863   | 4,92%  | Concejal  |
| Nicanor Herrera Quiroga  | Concertación de Partidos por la Democracia | PS      | 3813   | 2,73%  | Concejal  |

### Elecciones municipales de 2004
- Elecciones municipales de 2004, La Florida

(Se consideran solo los 12 candidatos más votados y concejales electos, de un total de 30 candidatos)
| Candidato                | Pacto                           | Partido | Votos  | %     | Resultado |
| ------------------------ | ------------------------------- | ------- | ------ | ----- | --------- |
| Jorge Gajardo García     | Concertación por la Democracia  | PS      | 22 962 | 17,90 | Concejal  |
| Cecilia Pérez Jara       | Alianza                         | RN      | 15 919 | 12,41 | Concejal  |
| Rodolfo Carter Fernández | Alianza                         | UDI     | 14 537 | 11,33 | Concejal  |
| Alejandra Krauss Valle   | Concertación por la Democracia  | PDC     | 14 023 | 10,93 | Concejal  |
| Caupolicán Peña Reyes    | Concertación por la Democracia  | PPD     | 10 291 | 8,02  | Concejal  |
| Marcelo Zunino Poblete   | Alianza                         | UDI     | 5377   | 4,19  | Concejal  |
| Marco Espinoza Cartagena | Concertación por la Democracia  | PDC     | 5348   | 4,17  | Concejal  |
| Nicanor Herrera Quiroga  | Concertación por la Democracia  | PS      | 5161   | 4,02  | Concejal  |
| Inés Gallardo Fuentes    | Concertación por la Democracia  | PPD     | 3952   | 3,08  | Concejal  |
| Antonio Vásquez Droguett | Independientes (Fuera De Pacto) | Ind.    | 3430   | 2,67  |           |
| Sonia Krinfokai Wiehoff  | Alianza                         | UDI     | 2494   | 1,94  |           |
| Lina Ríos Briceño        | Alianza                         | RN      | 2453   | 1,91  | Concejal  |

### Elecciones municipales de 2008
- Elecciones municipales de 2008, La Florida

(Se consideran solo los 11 candidatos más votados y concejales electos, de un total de 46 candidatos)
| Candidato                    | Pacto                    | Partido | Votos  | %     | Resultado |
| ---------------------------- | ------------------------ | ------- | ------ | ----- | --------- |
| Rodolfo Carter Fernández     | Alianza                  | UDI     | 11 427 | 11,41 | Concejal  |
| Nicanor Herrera Quiroga      | Concertación Democrática | PS      | 8723   | 8,71  | Concejal  |
| Cecilia Pérez Jara           | Alianza                  | RN      | 7593   | 7,58  | Concejal  |
| Marco Espinoza Cartagena     | Concertación Democrática | PDC     | 6643   | 6,63  | Concejal  |
| Eulogia Lavín Infante        | Alianza                  | UDI     | 5324   | 5,31  | Concejal  |
| Marcelo Zunino Poblete       | Alianza                  | RN      | 5160   | 5,15  | Concejal  |
| Inés Gallardo Fuentes        | Concertación Progresista | PPD     | 4314   | 4,31  | Concejal  |
| Soledad Pérez Peña           | Concertación Progresista | PRSD    | 3879   | 3,87  |           |
| Verónica Aliaga Ramírez      | Concertación Democrática | PS      | 3493   | 3,48  | Concejal  |
| Susana Rosa Hernández Collao | Juntos Podemos Más       | PC      | 3490   | 3,48  | Concejal  |
| José Luis Alegría Tobar      | Concertación Democrática | PS      | 3396   | 3,39  | Concejal  |

### Elecciones municipales de 2012
- Elecciones municipales de 2012, para la alcaldía de La Florida [36]

| Candidato                 | Pacto                          | Partido | Votos  | %     | Resultado |
| ------------------------- | ------------------------------ | ------- | ------ | ----- | --------- |
| Rodolfo Carter Fernández  | Coalición                      | UDI     | 50 676 | 47,00 | Alcalde   |
| Gonzalo Duarte Leiva      | Concertación Democrática       | PDC     | 42 436 | 39,36 |           |
| Iván Mlynarz Puig         | El Cambio por Ti               | PRO     | 8936   | 8,28  |           |
| Rodrigo Cortez Sasso      | Regionalistas e Independientes | PRI     | 3257   | 3,02  |           |
| Patricio Guzmán Sinkovich | Igualdad para Chile            | ILA     | 2509   | 2,32  |           |

### Elecciones municipales de 2016
- Elecciones municipales de 2016, para la alcaldía de La Florida[37]

| Candidato                  | Pacto                        | Partido | Votos  | %    | Resultado |
| -------------------------- | ---------------------------- | ------- | ------ | ---- | --------- |
| Rodolfo Carter Fernández   | Chile Vamos                  | IND-UDI | 56 341 | 67,8 | Alcalde   |
| David Peralta Castro       | Nueva Mayoría                | PCCh    | 19 784 | 23,8 |           |
| Juan Carlos Zurita Medina  | Poder Ecologista y Ciudadano | PEV     | 3279   | 3,9  |           |
| Alexis Schumacher Verdugo  | Pueblo Unido                 | PI      | 2560   | 3,1  |           |
| María Olga Morales Morales | Justicia y Transparencia     | UPA     | 1170   | 1,4  |           |

### Elecciones municipales de 2021
• Elecciones municipales de 2021, para la alcaldía de La Florida
| Candidato                   | Pacto                         | Partido | Votos  | %     | Resultado |
| --------------------------- | ----------------------------- | ------- | ------ | ----- | --------- |
| Rodolfo Carter Fernández    | Chile Vamos                   | Ind.    | 90 303 | 58,73 | Alcalde   |
| Nicolás Hurtado Acuña       | Chile Digno, Verde y Soberano | PCCh    | 43 293 | 28,16 |           |
| Juan Carlos Zurita Medina   | Ecologistas e Independientes  | PEV     | 11 351 | 7,38  |           |
| Camilo Andre Bastias Flores | Unidos por la Dignidad        | Ciu.    | 8809   | 5,73  |           |